# Andreas Schwarz (Politiker, 1979)

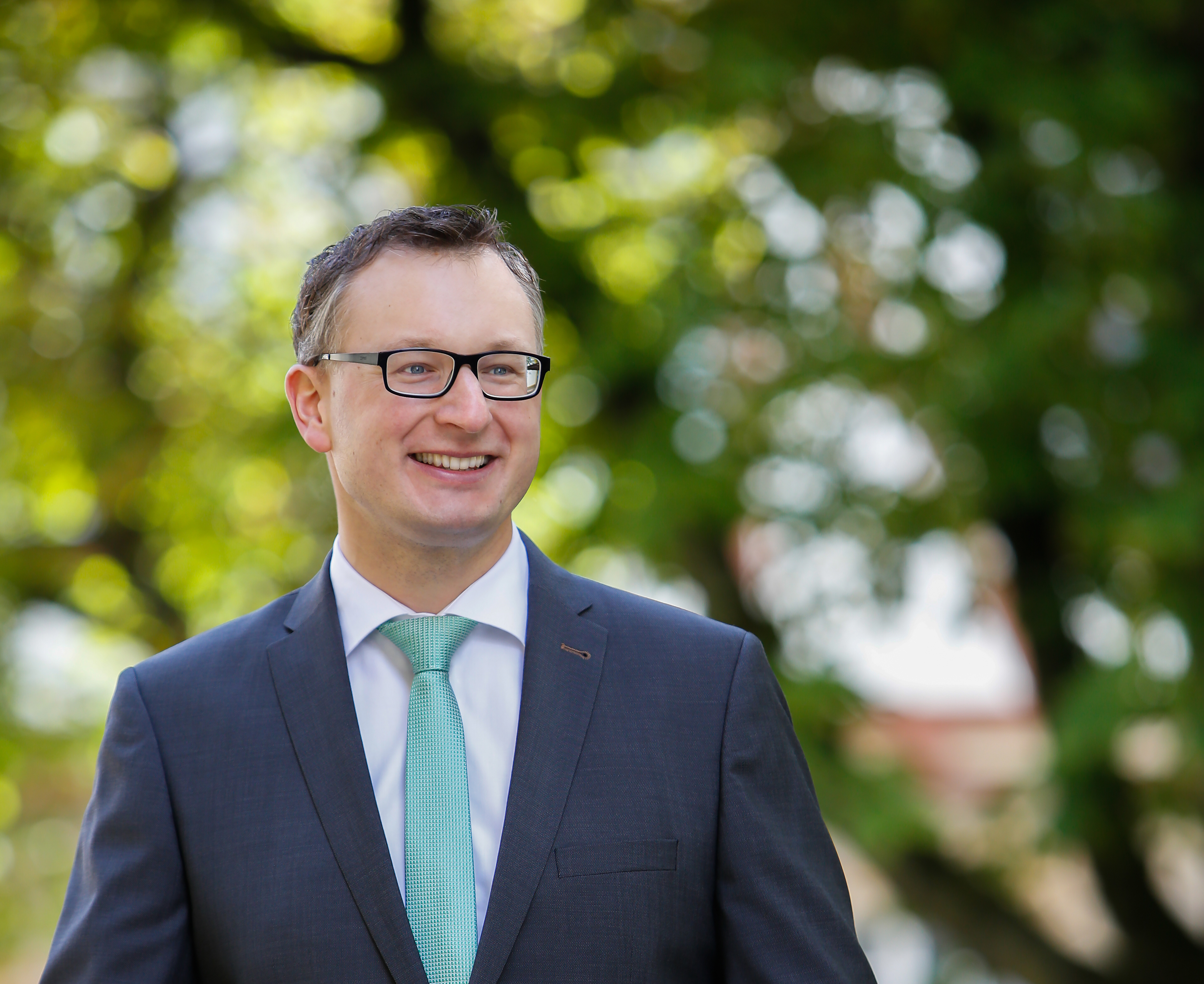
Andreas Schwarz (2017)

Andreas Schwarz (* 30. August 1979 in Nürtingen) ist ein deutscher Wirtschaftsjurist, Politiker und seit Mai 2016 Fraktionsvorsitzender von Bündnis 90/Die Grünen im Landtag von Baden-Württemberg. Seit April 2011 ist er Mitglied im Landtag von Baden-Württemberg.

## Biografie
Andreas Schwarz ist Wirtschaftsjurist und Master of Business Administration. Nach dem Abitur am Schlossgymnasium in Kirchheim unter Teck studierte er Wirtschaftsrecht und Public Management in Tübingen, Nürtingen und Berlin und leistete parallel dazu seinen Zivildienst bei der Freiwilligen Feuerwehr in Kirchheim unter Teck. Seine Diplomarbeit verfasste er zum Thema Rechtsfragen zum Verbraucherschutz bei Vertragsabschlüssen im Internet. In seiner Masterarbeit standen Fragen der Finanzierung des öffentlichen Personennahverkehrs in der Region Stuttgart im Vordergrund.
Während des Studiums arbeitete er unter anderem für die Robert Bosch GmbH, für das Innenministerium Baden-Württemberg und für den Verband Region Stuttgart. Von 2007 bis zu seiner Wahl in den Landtag 2011 war er beim Verband Region Stuttgart als Referent im Fachbereich Wirtschaft und Infrastruktur tätig. Derzeit ist er von seinem Arbeitgeber freigestellt.

## Politik
Andreas Schwarz trat 1998 in die Partei Bündnis 90/Die Grünen ein. Er gehörte für seine Partei von 1999 bis 2016 dem Gemeinderat von Kirchheim unter Teck an und war dort von 2006 bis 2011 Fraktionsvorsitzender. Im Kreistag des Landkreises Esslingen hatte er von 2004 bis 2016 einen Sitz inne und war dort von 2009 bis 2011 Fraktionsvorsitzender. In dieser Zeit war er der jüngste Gemeinderat und wurde auch als jüngster Gemeinderat verabschiedet. Von 2010 bis 2016 war Andreas Schwarz darüber hinaus Landesvorsitzender der kommunalpolitischen Vereinigung der Grünen und Alternativen in den Räten von Baden-Württemberg (GAR Baden-Württemberg).
Bei der Landtagswahl 2011 war Andreas Schwarz Mitglied des Spitzenteams um Winfried Kretschmann. Er wurde 2011 über ein Zweitmandat für den Landtagswahlkreis Kirchheim in den Landtag gewählt. In der Legislaturperiode von 2011 bis 2016 war er stellvertretender Fraktionsvorsitzender und Vorsitzender des Arbeitskreises Verkehr und Infrastruktur sowie kommunalpolitischer Sprecher.
Seit Mai 2016 ist Andreas Schwarz Fraktionsvorsitzender der Grünen im Landtag von Baden-Württemberg. Bei der Landtagswahl 2016 erreichte Schwarz mit über 27.000 Stimmen (30,5 %) das Direktmandat in seinem Wahlkreis. In seiner Heimatstadt Kirchheim unter Teck erreichte er 32 Prozent. Er steht der größten Landtagsfraktion im Baden-Württembergischen Landtag mit 57 Abgeordneten vor. Er ist Mitglied im Präsidium, im Koalitionsausschuss und in der Haushaltskommission. Bei der Landtagswahl 2021 gewann Schwarz mit 33,1 % der Stimmen erneut das Direktmandat im Wahlkreis Kirchheim. Er strebt für die nächste Landtagswahl weiterhin das Direktmandat an. Die Grünen haben ihn auf Platz vier der Landesliste gewählt.

## Privates
Andreas Schwarz ist verheiratet und hat eine Tochter. Viele Jahre war er in der freiwilligen Feuerwehr aktiv. Er ist ein leidenschaftlicher Rennradfahrer und Bergwanderer. Seit einiger Zeit ist er neben dem Rennrad auch mit Gravel unterwegs, um die neuen Albsteigen einzuweihen.